# Női strandröplabdatorna a 2016. évi nyári olimpiai játékokon
A 2016. évi nyári olimpiai játékokon a női strandröplabdatornát augusztus 6. és 17. között rendezték. A tornán 24 páros vett részt. A tornát a német Laura Ludwig, Kira Walkenhorst duó nyerte.

## Résztvevők
A részt vevő 24 párost több szempont szerint választották ki és állították sorrendbe:
- Az első 17 páros lett a 2016. június 13-i olimpiai rangsor első 15 helyezett párosa, a 2015-ös strandröplapba-világbajnokságon kvalifikációt szerző páros és az olimpiarendező Brazília egy párosa. Az olimpiarendező Brazília legjobb párosa került az első helyre, mivel az olimpiai rangsorban az első hat páros között szerepelt. Az olimpiarendező Brazília második legjobb párosa az olimpiai rangsornak megfelelő helyen maradt.
- A 18–22. páros közé az öt kontinenskupa győztese került.
- A 23. és 24. páros az olimpiai kvalifikációs világkupa két legjobb eredményt elért párosa lett.[3]

Az olasz Marta Menegatti párja eredetileg a magyarországi születésű, de Olaszországban játszó Viktoria Orsi Toth lett volna, akit azonban az augusztus elején kiderült doppingvétsége miatt eltiltottak. Eleinte arról írtak a sajtóban, hogy Menegatti beugró párja Rebecca Perry lesz az olimpián, végül Laura Giombini lett a csapattárs.
| Sorsolás                    | Hely.  | Csapat                                                              | Nemzet                 | Kvalifikáció                              |
| --------------------------- | ------ | ------------------------------------------------------------------- | ---------------------- | ----------------------------------------- |
| 1–6. kiemelt                | 1.     | Larissa França – Talita Antunes                                     | Brazília (BRA)         | rendező                                   |
| 1–6. kiemelt                | 2.     | Ágatha Bednarczuk – Bárbara Seixas                                  | Brazília (BRA)         | 2015-ös világbajnok                       |
| 1–6. kiemelt                | 3.     | April Ross – Kerri Walsh Jennings                                   | Egyesült Államok (USA) | olimpiai rangsor 1. helyezett             |
| 1–6. kiemelt                | 4.     | Laura Ludwig – Kira Walkenhorst                                     | Németország (GER)      | olimpiai rangsor 2. helyezett             |
| 1–6. kiemelt                | 5.     | Heather Bansley – Sarah Pavan                                       | Kanada (CAN)           | olimpiai rangsor 3. helyezett             |
| 1–6. kiemelt                | 6.     | Madelein Meppelink – Marleen van Iersel                             | Hollandia (NED)        | olimpiai rangsor 4. helyezett             |
| 1. kalap (7–9. kiemelt)     | 7.     | Louise Bawden – Taliqua Clancy                                      | Ausztrália (AUS)       | olimpiai rangsor 5. helyezett             |
| 1. kalap (7–9. kiemelt)     | 8.     | Karla Borger – Britta Büthe                                         | Németország (GER)      | olimpiai rangsor 6. helyezett             |
| 1. kalap (7–9. kiemelt)     | 9.     | Marta Menegatti – Laura Giombini                                    | Olaszország (ITA)      | olimpiai rangsor 7. helyezett             |
| 2. kalap (10–12. kiemelt)   | 10.    | Elsa Baquerizo – Liliana Fernández                                  | Spanyolország (ESP)    | olimpiai rangsor 8. helyezett             |
| 2. kalap (10–12. kiemelt)   | 11.    | Monika Brzostek – Kinga Kołosińska                                  | Lengyelország (POL)    | olimpiai rangsor 9. helyezett             |
| 2. kalap (10–12. kiemelt)   | 12.    | Isabelle Forrer – Anouk Vergé-Dépré                                 | Svájc (SUI)            | olimpiai rangsor 10. helyezett            |
| 3. kalap (13–17. kiemelt)   | 13.    | Jamie Broder – Kristina Valjas                                      | Kanada (CAN)           | olimpiai rangsor 11. helyezett            |
| 3. kalap (13–17. kiemelt)   | 14.    | Joana Heidrich – Nadine Zumkehr                                     | Svájc (SUI)            | olimpiai rangsor 12. helyezett            |
| 3. kalap (13–17. kiemelt)   | 15.    | Lauren Fendrick – Brooke Sweat                                      | Egyesült Államok (USA) | olimpiai rangsor 13. helyezett            |
| 3. kalap (13–17. kiemelt)   | 16.    | Ana Gallay – Georgina Klug                                          | Argentína (ARG)        | olimpiai rangsor 14. helyezett            |
| 3. kalap (13–17. kiemelt)   | 17.    | Wang Fan – Yue Yuan                                                 | Kína (CHN)             | olimpiai rangsor 15. helyezett            |
| 4–5. kalap (18–22. kiemelt) | 18–22. | Mariafe Artacho del Solar – Nicole Laird                            | Ausztrália (AUS)       | ázsiai kontinenskupa győztese             |
| 4–5. kalap (18–22. kiemelt) | 18–22. | Doaa Elghobashy – Nada Meawad                                       | Egyiptom (EGY)         | afrikai kontinenskupa győztese            |
| 4–5. kalap (18–22. kiemelt) | 18–22. | Jantine van der Vlist – Sophie van Gestel                           | Hollandia (NED)        | európai kontinenskupa győztese            |
| 4–5. kalap (18–22. kiemelt) | 18–22. | Norisbeth Agudo – Olaya Pérez Pazo                                  | Venezuela (VEN)        | dél-amerikai kontinenskupa győztese       |
| 4–5. kalap (18–22. kiemelt) | 18–22. | Nathalia Alfaro – Karen Charles                                     | Costa Rica (CRC)       | észak-amerikai kontinenskupa győztese     |
| 6. kalap (23–24. kiemelt)   | 23–24. | Jekatyerina Vlagyimirovna Birlova – Jevgenyija Nyikolajevna Ukolova | Oroszország (RUS)      | olimpiai kvalifikációs világkupa győztese |
| 6. kalap (23–24. kiemelt)   | 23–24. | Barbora Hermannová – Markéta Sluková                                | Csehország (CZE)       | olimpiai kvalifikációs világkupa győztese |

A 24 párost az alábbi 6 darab 4 csapatos csoportba osztották szét az alábbiak szerint:
- 1–6. kiemelt: az első 6 párost egyenként egy-egy csoportba osztották úgy, hogy az első helyen rangsorolt páros került az A csoportba, a második helyen rangsorolt került a B csoportba, és így tovább.
- 1. kalap (7–9. kiemelt): a 7., 8. és 9. helyen álló párosokat sorsolással osztották szét úgy, hogy először az F csoportba, aztán az E csoportba sorsoltak egy-egy párost, végül a megmaradt harmadik került a D csoportba.
- 2. kalap, (10–12. kiemelt): a 10., 11. és 12. helyen álló párosokat sorsolással osztották szét úgy, hogy először a C csoportba, aztán a B csoportba sorsoltak egy-egy párost, végül a megmaradt harmadik került az A csoportba.
- 3. kalap, (13–17. kiemelt): a 13., 14., 15., 16. és 17. helyen álló párosokat sorsolással osztották szét úgy, hogy először az A csoportba, aztán a B, majd a C, a D csoportba sorsoltak egy-egy párost, végül a megmaradt ötödik páros került az E csoportba).
- 4–5. kalap, (18–22. kiemelt): a negyedik sorsolásnál az öt kontinenskupa-győztes páros közül sorsoltak ki egyet az F csoportba. Az ötödik sorsolásnál a maradék négy kontinenskupa-győztes párost osztották szét úgy, hogy először az F csoportba, aztán az E csoportba, majd a D csoportba sorsoltak egy-egy párost, végül a megmaradt negyedik kontinenskupa-győztes páros került a C csoportba.
- 6. kalap, (23–24. kiemelt): az olimpiai kvalifikációs világkupán kvalifikációt szerzett párosokat sorsolással osztották szét úgy, hogy először a B csoportba sorsoltak egy párost, a megmaradt páros pedig az A csoportba került.

| A csoport                   |
| --------------------------- |
| Larissa – Talita (BRA)      |
| Brzostek – Kołosińska (POL) |
| Fendrick – Sweat (USA)      |
| Birlova – Ukolova (RUS)     |

| D csoport                  |
| -------------------------- |
| Ludwig – Walkenhorst (GER) |
| Menegatti – Giombini (ITA) |
| Broder – Valjas (CAN)      |
| Elghobashy – Nada (EGY)    |

| B csoport                  |
| -------------------------- |
| Ágatha – Bárbara (BRA)     |
| Elsa – Liliana (ESP)       |
| Gallay – Klug (ARG)        |
| Hermannová – Sluková (CZE) |

| E csoport                        |
| -------------------------------- |
| Bansley – Pavan (CAN)            |
| Borger – Büthe (GER)             |
| Heidrich – Zumkehr (SUI)         |
| van der Vlist – van Gestel (NED) |

| C csoport                   |
| --------------------------- |
| Ross – Walsh Jennings (USA) |
| Forrer – Vergé-Dépré (SUI)  |
| Wang – Yue (CHN)            |
| Artacho – Laird (AUS)       |

| F csoport                    |
| ---------------------------- |
| Meppelink – van Iersel (NED) |
| Bawden – Clancy (AUS)        |
| Alfaro – Charles (CRC)       |
| Agudo – Pazo (VEN)           |

## Lebonyolítás
Körmérkőzések döntik el a hat csoport végeredményét. Minden csoportból az első két helyezett és a harmadik helyezettek közül a két legjobb jut tovább a nyolcaddöntőbe. A másik négy harmadik helyezettnek még egy mérkőzést kell játszania a nyolcaddöntőbe jutásért, a két győztes jut tovább. A nyolcaddöntőtől egyenes kieséses rendszerben folytatódik a torna.

## Csoportkör
| Színmagyarázat                                                                                     |
| -------------------------------------------------------------------------------------------------- |
| A csoportok első két helyezettje, és a két legjobb harmadik helyezettje bejutott a nyolcaddöntőbe. |
| A csoportok másik négy harmadik helyezettje még egy mérkőzést játszott a nyolcaddöntőbe jutásért.  |

### A csoport
|       |                             | Mérkőzések | Mérkőzések | Mérkőzések | Mérkőzések | Szettek | Szettek | Szettek | Pontok | Pontok | Pontok |
| Hely. | Csapat                      | M          | Gy         | V          | Pont       | Sz+     | Sz–     | SzA     | P+     | P–     | PA     |
| ----- | --------------------------- | ---------- | ---------- | ---------- | ---------- | ------- | ------- | ------- | ------ | ------ | ------ |
| 1.    | Larissa – Talita (BRA)      | 3          | 3          | 0          | 6          | 6       | 0       | —       | 126    | 84     | 1,500  |
| 2.    | Brzostek – Kołosińska (POL) | 3          | 2          | 1          | 5          | 4       | 3       | 1,333   | 117    | 119    | 0,983  |
| 3.    | Birlova – Ukolova (RUS)     | 3          | 1          | 2          | 4          | 2       | 5       | 0,400   | 126    | 141    | 0,894  |
| 4.    | Fendrick – Sweat (USA)      | 3          | 0          | 3          | 3          | 2       | 6       | 0,333   | 127    | 152    | 0,836  |

| 2016. augusztus 7. 10:00 (15:00) | Larissa – Talita (BRA)     | 2–0 | Birlova – Ukolova (RUS) | Arena Copacabana, Rio de Janeiro Játékvezető: José Padron (ESP), Daniel Apol (USA) |
| 2016. augusztus 7. 10:00 (15:00) | (21–14, 21–16) Jegyzőkönyv |     |                         | Arena Copacabana, Rio de Janeiro Játékvezető: José Padron (ESP), Daniel Apol (USA) |

| 2016. augusztus 7. 11:00 (16:00) | Brzostek – Kołosińska (POL)      | 2–1 | Fendrick – Sweat (USA) | Arena Copacabana, Rio de Janeiro Játékvezető: Carlos Rodríguez (PUR), Davide Crescentini (ITA) |
| 2016. augusztus 7. 11:00 (16:00) | (14–21, 21–13, 15–7) Jegyzőkönyv |     |                        | Arena Copacabana, Rio de Janeiro Játékvezető: Carlos Rodríguez (PUR), Davide Crescentini (ITA) |

| 2016. augusztus 9. 13:00 (18:00) | Brzostek – Kołosińska (POL) | 2–0 | Birlova – Ukolova (RUS) | Arena Copacabana, Rio de Janeiro Játékvezető: Davide Crescentini (ITA), José Padron (ESP) |
| 2016. augusztus 9. 13:00 (18:00) | (21–19, 21–18) Jegyzőkönyv  |     |                         | Arena Copacabana, Rio de Janeiro Játékvezető: Davide Crescentini (ITA), José Padron (ESP) |

| 2016. augusztus 9. 16:30 (21:30) | Larissa – Talita (BRA)     | 2–0 | Fendrick – Sweat (USA) | Arena Copacabana, Rio de Janeiro Játékvezető: Charalampos Papadogoulas (GRE), Lucie Guillemette (CAN) |
| 2016. augusztus 9. 16:30 (21:30) | (21–16, 21–13) Jegyzőkönyv |     |                        | Arena Copacabana, Rio de Janeiro Játékvezető: Charalampos Papadogoulas (GRE), Lucie Guillemette (CAN) |

| 2016. augusztus 11. 10:00 (15:00) | Larissa – Talita (BRA)     | 2–0 | Brzostek – Kołosińska (POL) | Arena Copacabana, Rio de Janeiro Játékvezető: Mariko Satomi (JPN), Carlos Rodríguez (PUR) |
| 2016. augusztus 11. 10:00 (15:00) | (21–10, 21–15) Jegyzőkönyv |     |                             | Arena Copacabana, Rio de Janeiro Játékvezető: Mariko Satomi (JPN), Carlos Rodríguez (PUR) |

| 2016. augusztus 11. 15:30 (20:30) | Fendrick – Sweat (USA)            | 1–2 | Birlova – Ukolova (RUS) | Arena Copacabana, Rio de Janeiro Játékvezető: Wang Lijun (CHN), Lucie Guillemette (CAN) |
| 2016. augusztus 11. 15:30 (20:30) | (18–21, 26–24, 13–15) Jegyzőkönyv |     |                         | Arena Copacabana, Rio de Janeiro Játékvezető: Wang Lijun (CHN), Lucie Guillemette (CAN) |

### B csoport
|       |                            | Mérkőzések | Mérkőzések | Mérkőzések | Mérkőzések | Szettek | Szettek | Szettek | Pontok | Pontok | Pontok |
| Hely. | Csapat                     | M          | Gy         | V          | Pont       | Sz+     | Sz–     | SzA     | P+     | P–     | PA     |
| ----- | -------------------------- | ---------- | ---------- | ---------- | ---------- | ------- | ------- | ------- | ------ | ------ | ------ |
| 1.    | Elsa – Liliana (ESP)       | 3          | 3          | 0          | 6          | 6       | 0       | —       | 127    | 101    | 1,257  |
| 2.    | Ágatha – Bárbara (BRA)     | 3          | 2          | 1          | 5          | 4       | 3       | 1,333   | 134    | 120    | 1,117  |
| 3.    | Hermannová – Sluková (CZE) | 3          | 1          | 2          | 4          | 3       | 5       | 0,600   | 132    | 145    | 0,910  |
| 4.    | Gallay – Klug (ARG)        | 3          | 0          | 3          | 3          | 1       | 6       | 0,167   | 106    | 133    | 0,797  |

| 2016. augusztus 6. 13:00 (18:00) | Elsa – Liliana (ESP)       | 2–0 | Gallay – Klug (ARG) | Arena Copacabana, Rio de Janeiro Játékvezető: Charalampos Papadogoulas (GRE), Jonas Personeni (SUI) |
| 2016. augusztus 6. 13:00 (18:00) | (21–11, 21–19) Jegyzőkönyv |     |                     | Arena Copacabana, Rio de Janeiro Játékvezető: Charalampos Papadogoulas (GRE), Jonas Personeni (SUI) |

| 2016. augusztus 6. 15:30 (20:30) | Ágatha – Bárbara (BRA)            | 2–1 | Hermannová – Sluková (CZE) | Arena Copacabana, Rio de Janeiro Játékvezető: Daniel Apol (USA), Jonas Personeni (SUI) |
| 2016. augusztus 6. 15:30 (20:30) | (19–21, 21–17, 15–11) Jegyzőkönyv |     |                            | Arena Copacabana, Rio de Janeiro Játékvezető: Daniel Apol (USA), Jonas Personeni (SUI) |

| 2016. augusztus 8. 11:00 (16:00) | Ágatha – Bárbara (BRA)     | 2–0 | Gallay – Klug (ARG) | Arena Copacabana, Rio de Janeiro Játékvezető: Wang Lijun (CHN), Charalampos Papadogoulas (GRE) |
| 2016. augusztus 8. 11:00 (16:00) | (21–11, 21–17) Jegyzőkönyv |     |                     | Arena Copacabana, Rio de Janeiro Játékvezető: Wang Lijun (CHN), Charalampos Papadogoulas (GRE) |

| 2016. augusztus 8. 22:00 (3:00) | Elsa – Liliana (ESP)       | 2–0 | Hermannová – Sluková (CZE) | Arena Copacabana, Rio de Janeiro Játékvezető: Wang Lijun (CHN), Lucie Guillemette (CAN) |
| 2016. augusztus 8. 22:00 (3:00) | (21–15, 21–19) Jegyzőkönyv |     |                            | Arena Copacabana, Rio de Janeiro Játékvezető: Wang Lijun (CHN), Lucie Guillemette (CAN) |

| 2016. augusztus 10. 17:30 (22:30) | Ágatha – Bárbara (BRA)     | 0–2 | Elsa – Liliana (ESP) | Arena Copacabana, Rio de Janeiro Játékvezető: Carlos Rodríguez (PUR), Mariko Satomi (JPN) |
| 2016. augusztus 10. 17:30 (22:30) | (17–21, 20–22) Jegyzőkönyv |     |                      | Arena Copacabana, Rio de Janeiro Játékvezető: Carlos Rodríguez (PUR), Mariko Satomi (JPN) |

| 2016. augusztus 10. 22:00 (3:00) | Gallay – Klug (ARG)              | 1–2 | Hermannová – Sluková (CZE) | Arena Copacabana, Rio de Janeiro Játékvezető: Giovanni Bake (RSA), Lucie Guillemette (CAN) |
| 2016. augusztus 10. 22:00 (3:00) | (21–13, 19–21, 8–15) Jegyzőkönyv |     |                            | Arena Copacabana, Rio de Janeiro Játékvezető: Giovanni Bake (RSA), Lucie Guillemette (CAN) |

### C csoport
|       |                             | Mérkőzések | Mérkőzések | Mérkőzések | Mérkőzések | Szettek | Szettek | Szettek | Pontok | Pontok | Pontok |
| Hely. | Csapat                      | M          | Gy         | V          | Pont       | Sz+     | Sz–     | SzA     | P+     | P–     | PA     |
| ----- | --------------------------- | ---------- | ---------- | ---------- | ---------- | ------- | ------- | ------- | ------ | ------ | ------ |
| 1.    | Ross – Walsh Jennings (USA) | 3          | 3          | 0          | 6          | 6       | 1       | 6,000   | 142    | 101    | 1,406  |
| 2.    | Wang – Yue (CHN)            | 3          | 2          | 1          | 5          | 4       | 3       | 1,333   | 124    | 123    | 1,008  |
| 3.    | Forrer – Vergé-Dépré (SUI)  | 3          | 1          | 2          | 4          | 4       | 5       | 0,800   | 165    | 171    | 0,965  |
| 4.    | Artacho – Laird (AUS)       | 3          | 0          | 3          | 3          | 1       | 6       | 0,167   | 109    | 145    | 0,752  |

| 2016. augusztus 6. 23:00 (4:00) | Forrer – Vergé-Dépré (SUI)        | 1–2 | Wang – Yue (CHN) | Arena Copacabana, Rio de Janeiro Játékvezető: Lucie Guillemette (CAN), Osvaldo Sumavil (ARG) |
| 2016. augusztus 6. 23:00 (4:00) | (22–24, 21–18, 12–15) Jegyzőkönyv |     |                  | Arena Copacabana, Rio de Janeiro Játékvezető: Lucie Guillemette (CAN), Osvaldo Sumavil (ARG) |

| 2016. augusztus 6. 24:00 (5:00) | Ross – Walsh Jennings (USA) | 2–0 | Artacho – Laird (AUS) | Arena Copacabana, Rio de Janeiro Játékvezető: Wang Lijun (CHN), Charalampos Papadogoulas (GRE) |
| 2016. augusztus 6. 24:00 (5:00) | (21–14, 21–13) Jegyzőkönyv  |     |                       | Arena Copacabana, Rio de Janeiro Játékvezető: Wang Lijun (CHN), Charalampos Papadogoulas (GRE) |

| 2016. augusztus 8. 10:00 (15:00) | Forrer – Vergé-Dépré (SUI)        | 2–1 | Artacho – Laird (AUS) | Arena Copacabana, Rio de Janeiro Játékvezető: Osvaldo Sumavil (ARG), Giovanni Bake (RSA) |
| 2016. augusztus 8. 10:00 (15:00) | (19–21, 21–16, 21–19) Jegyzőkönyv |     |                       | Arena Copacabana, Rio de Janeiro Játékvezető: Osvaldo Sumavil (ARG), Giovanni Bake (RSA) |

| 2016. augusztus 8. 24:00 (5:00) | Ross – Walsh Jennings (USA) | 2–0 | Wang – Yue (CHN) | Arena Copacabana, Rio de Janeiro Játékvezető: Charalampos Papadogoulas (GRE), Lucie Guillemette (CAN) |
| 2016. augusztus 8. 24:00 (5:00) | (21–16, 21–9) Jegyzőkönyv   |     |                  | Arena Copacabana, Rio de Janeiro Játékvezető: Charalampos Papadogoulas (GRE), Lucie Guillemette (CAN) |

| 2016. augusztus 10. 13:00 (18:00) | Wang – Yue (CHN)           | 2–0 | Artacho – Laird (AUS) | Arena Copacabana, Rio de Janeiro Játékvezető: Osvaldo Sumavil (ARG), Lucie Guillemette (CAN) |
| 2016. augusztus 10. 13:00 (18:00) | (21–16, 21–10) Jegyzőkönyv |     |                       | Arena Copacabana, Rio de Janeiro Játékvezető: Osvaldo Sumavil (ARG), Lucie Guillemette (CAN) |

| 2016. augusztus 10. 21:00 (2:00) | Ross – Walsh Jennings (USA)       | 2–1 | Forrer – Vergé-Dépré (SUI) | Arena Copacabana, Rio de Janeiro Játékvezető: Roman Pristovakin (RUS), Osvaldo Sumavil (ARG) |
| 2016. augusztus 10. 21:00 (2:00) | (21–13, 22–24, 15–12) Jegyzőkönyv |     |                            | Arena Copacabana, Rio de Janeiro Játékvezető: Roman Pristovakin (RUS), Osvaldo Sumavil (ARG) |

### D csoport
|       |                            | Mérkőzések | Mérkőzések | Mérkőzések | Mérkőzések | Szettek | Szettek | Szettek | Pontok | Pontok | Pontok |
| Hely. | Csapat                     | M          | Gy         | V          | Pont       | Sz+     | Sz–     | SzA     | P+     | P–     | PA     |
| ----- | -------------------------- | ---------- | ---------- | ---------- | ---------- | ------- | ------- | ------- | ------ | ------ | ------ |
| 1.    | Ludwig – Walkenhorst (GER) | 3          | 3          | 0          | 6          | 6       | 1       | 6,000   | 138    | 103    | 1,340  |
| 2.    | Broder – Valjas (CAN)      | 3          | 2          | 1          | 5          | 4       | 3       | 1,333   | 121    | 118    | 1,025  |
| 3.    | Menegatti – Giombini (ITA) | 3          | 1          | 2          | 4          | 4       | 4       | 1,000   | 138    | 128    | 1,078  |
| 4.    | Elghobashy – Nada (EGY)    | 3          | 0          | 3          | 3          | 0       | 6       | 0,000   | 78     | 126    | 0,619  |

| 2016. augusztus 7. 18:30 (23:30) | Ludwig – Walkenhorst (GER) | 2–0 | Elghobashy – Nada (EGY) | Arena Copacabana, Rio de Janeiro Játékvezető: Lucie Guillemette (CAN), Mário Ferro (BRA) |
| 2016. augusztus 7. 18:30 (23:30) | (21–12, 21–15) Jegyzőkönyv |     |                         | Arena Copacabana, Rio de Janeiro Játékvezető: Lucie Guillemette (CAN), Mário Ferro (BRA) |

| 2016. augusztus 7. 22:00 (3:00) | Menegatti – Giombini (ITA)       | 1–2 | Broder – Valjas (CAN) | Arena Copacabana, Rio de Janeiro Játékvezető: Carlos Rodríguez (PUR), Kritsada Panaseri (THA) |
| 2016. augusztus 7. 22:00 (3:00) | (21–15, 18–21, 9–15) Jegyzőkönyv |     |                       | Arena Copacabana, Rio de Janeiro Játékvezető: Carlos Rodríguez (PUR), Kritsada Panaseri (THA) |

| 2016. augusztus 9. 12:00 (17:00) | Menegatti – Giombini (ITA) | 2–0 | Elghobashy – Nada (EGY) | Arena Copacabana, Rio de Janeiro Játékvezető: Kritsada Panaseri (THA), Carlos Rodríguez (PUR) |
| 2016. augusztus 9. 12:00 (17:00) | (21–10, 21–13) Jegyzőkönyv |     |                         | Arena Copacabana, Rio de Janeiro Játékvezető: Kritsada Panaseri (THA), Carlos Rodríguez (PUR) |

| 2016. augusztus 9. 18:30 (23:30) | Ludwig – Walkenhorst (GER) | 2–0 | Broder – Valjas (CAN) | Arena Copacabana, Rio de Janeiro Játékvezető: Mário Ferro (BRA), Wang Lijun (CHN) |
| 2016. augusztus 9. 18:30 (23:30) | (21–17, 21–11) Jegyzőkönyv |     |                       | Arena Copacabana, Rio de Janeiro Játékvezető: Mário Ferro (BRA), Wang Lijun (CHN) |

| 2016. augusztus 11. 15:30 (20:30) | Broder – Valjas (CAN)      | 2–0 | Elghobashy – Nada (EGY) | Arena Copacabana, Rio de Janeiro Játékvezető: Kritsada Panaseri (THA), Mariko Satomi (JPN) |
| 2016. augusztus 11. 15:30 (20:30) | (21–12, 21–16) Jegyzőkönyv |     |                         | Arena Copacabana, Rio de Janeiro Játékvezető: Kritsada Panaseri (THA), Mariko Satomi (JPN) |

| 2016. augusztus 11. 21:00 (2:00) | Ludwig – Walkenhorst (GER)       | 2–1 | Menegatti – Giombini (ITA) | Arena Copacabana, Rio de Janeiro Játékvezető: José Padron (ESP), Mariko Satomi (JPN) |
| 2016. augusztus 11. 21:00 (2:00) | (21–18, 18–21, 15–9) Jegyzőkönyv |     |                            | Arena Copacabana, Rio de Janeiro Játékvezető: José Padron (ESP), Mariko Satomi (JPN) |

### E csoport
|       |                                  | Mérkőzések | Mérkőzések | Mérkőzések | Mérkőzések | Szettek | Szettek | Szettek | Pontok | Pontok | Pontok |
| Hely. | Csapat                           | M          | Gy         | V          | Pont       | Sz+     | Sz–     | SzA     | P+     | P–     | PA     |
| ----- | -------------------------------- | ---------- | ---------- | ---------- | ---------- | ------- | ------- | ------- | ------ | ------ | ------ |
| 1.    | Bansley – Pavan (CAN)            | 3          | 3          | 0          | 6          | 6       | 0       | —       | 127    | 102    | 1,245  |
| 2.    | Heidrich – Zumkehr (SUI)         | 3          | 2          | 1          | 5          | 4       | 3       | 1,333   | 131    | 110    | 1,191  |
| 3.    | Borger – Büthe (GER)             | 3          | 1          | 2          | 4          | 2       | 4       | 0,500   | 104    | 117    | 0,889  |
| 4.    | van der Vlist – van Gestel (NED) | 3          | 0          | 3          | 3          | 1       | 6       | 0,167   | 105    | 137    | 0,766  |

| 2016. augusztus 7. 15:30 (20:30) | Bansley – Pavan (CAN)      | 2–0 | van der Vlist – van Gestel (NED) | Arena Copacabana, Rio de Janeiro Játékvezető: Osvaldo Sumavil (ARG), Osvaldo Sumavil (GRE) |
| 2016. augusztus 7. 15:30 (20:30) | (21–15, 21–17) Jegyzőkönyv |     |                                  | Arena Copacabana, Rio de Janeiro Játékvezető: Osvaldo Sumavil (ARG), Osvaldo Sumavil (GRE) |

| 2016. augusztus 7. 21:00 (2:00) | Borger – Büthe (GER)       | 0–2 | Heidrich – Zumkehr (SUI) | Arena Copacabana, Rio de Janeiro Játékvezető: Juan Saavedra (COL), José Padron (ESP) |
| 2016. augusztus 7. 21:00 (2:00) | (12–21, 16–21) Jegyzőkönyv |     |                          | Arena Copacabana, Rio de Janeiro Játékvezető: Juan Saavedra (COL), José Padron (ESP) |

| 2016. augusztus 10. 21:00 (2:00) | Borger – Büthe (GER)       | 2–0 | van der Vlist – van Gestel (NED) | Arena Copacabana, Rio de Janeiro Játékvezető: Carlos Rodríguez (PUR), Daniel Apol (USA) |
| 2016. augusztus 10. 21:00 (2:00) | (21–19, 21–14) Jegyzőkönyv |     |                                  | Arena Copacabana, Rio de Janeiro Játékvezető: Carlos Rodríguez (PUR), Daniel Apol (USA) |

| 2016. augusztus 10. 24:00 (5:00) | Bansley – Pavan (CAN)      | 2–0 | Heidrich – Zumkehr (SUI) | Arena Copacabana, Rio de Janeiro Játékvezető: Elizir de Oliveira (BRA), Davide Crescentini (ITA) |
| 2016. augusztus 10. 24:00 (5:00) | (21–18, 21–18) Jegyzőkönyv |     |                          | Arena Copacabana, Rio de Janeiro Játékvezető: Elizir de Oliveira (BRA), Davide Crescentini (ITA) |

| 2016. augusztus 11. 18:30 (23:30) | Heidrich – Zumkehr (SUI)         | 2–1 | van der Vlist – van Gestel (NED) | Arena Copacabana, Rio de Janeiro Játékvezető: Osvaldo Sumavil (ARG), Roman Pristovakin (RUS) |
| 2016. augusztus 11. 18:30 (23:30) | (17–21, 21–11, 15–8) Jegyzőkönyv |     |                                  | Arena Copacabana, Rio de Janeiro Játékvezető: Osvaldo Sumavil (ARG), Roman Pristovakin (RUS) |

| 2016. augusztus 11. 22:00 (3:00) | Bansley – Pavan (CAN)      | 2–0 | Borger – Büthe (GER) | Arena Copacabana, Rio de Janeiro Játékvezető: Daniel Apol (USA), Elzir De Oliveira (BRA) |
| 2016. augusztus 11. 22:00 (3:00) | (21–19, 21–15) Jegyzőkönyv |     |                      | Arena Copacabana, Rio de Janeiro Játékvezető: Daniel Apol (USA), Elzir De Oliveira (BRA) |

### F csoport
|       |                              | Mérkőzések | Mérkőzések | Mérkőzések | Mérkőzések | Szettek | Szettek | Szettek | Pontok | Pontok | Pontok |
| Hely. | Csapat                       | M          | Gy         | V          | Pont       | Sz+     | Sz–     | SzA     | P+     | P–     | PA     |
| ----- | ---------------------------- | ---------- | ---------- | ---------- | ---------- | ------- | ------- | ------- | ------ | ------ | ------ |
| 1.    | Bawden – Clancy (AUS)        | 3          | 3          | 0          | 6          | 6       | 1       | 6,000   | 145    | 102    | 1,422  |
| 2.    | Meppelink – van Iersel (NED) | 3          | 2          | 1          | 5          | 5       | 2       | 2,500   | 144    | 121    | 1,190  |
| 3.    | Agudo – Pazo (VEN)           | 3          | 1          | 2          | 4          | 2       | 4       | 0,500   | 93     | 119    | 0,782  |
| 4.    | Alfaro – Charles (CRC)       | 3          | 0          | 3          | 3          | 0       | 6       | 0,000   | 96     | 126    | 0,762  |

| 2016. augusztus 6. 12:00 (17:00) | Bawden – Clancy (AUS)      | 2–0 | Alfaro – Charles (CRC) | Arena Copacabana, Rio de Janeiro Játékvezető: Giovanni Bake (RSA), Lucie Guillemette (CAN) |
| 2016. augusztus 6. 12:00 (17:00) | (21–15, 21–14) Jegyzőkönyv |     |                        | Arena Copacabana, Rio de Janeiro Játékvezető: Giovanni Bake (RSA), Lucie Guillemette (CAN) |

| 2016. augusztus 6. 18:30 (23:30) | Meppelink – van Iersel (NED) | 2–0 | Agudo – Pazo (VEN) | Arena Copacabana, Rio de Janeiro Játékvezető: Kritsada Panaseri (THA), Davide Crescentini (ITA) |
| 2016. augusztus 6. 18:30 (23:30) | (21–17, 21–11) Jegyzőkönyv   |     |                    | Arena Copacabana, Rio de Janeiro Játékvezető: Kritsada Panaseri (THA), Davide Crescentini (ITA) |

| 2016. augusztus 8. 17:30 (22:30) | Meppelink – van Iersel (NED) | 2–0 | Alfaro – Charles (CRC) | Arena Copacabana, Rio de Janeiro Játékvezető: Mariko Satomi (JPN), Roman Pristovakin (RUS) |
| 2016. augusztus 8. 17:30 (22:30) | (21–16, 21–16) Jegyzőkönyv   |     |                        | Arena Copacabana, Rio de Janeiro Játékvezető: Mariko Satomi (JPN), Roman Pristovakin (RUS) |

| 2016. augusztus 8. 23:00 (4:00) | Bawden – Clancy (AUS)     | 2–0 | Agudo – Pazo (VEN) | Arena Copacabana, Rio de Janeiro Játékvezető: Giovanni Bake (RSA), Roman Pristovakin (RUS) |
| 2016. augusztus 8. 23:00 (4:00) | (21–9, 21–14) Jegyzőkönyv |     |                    | Arena Copacabana, Rio de Janeiro Játékvezető: Giovanni Bake (RSA), Roman Pristovakin (RUS) |

| 2016. augusztus 10. 10:00 (15:00) | Meppelink – van Iersel (NED)      | 1–2 | Bawden – Clancy (AUS) | Arena Copacabana, Rio de Janeiro Játékvezető: Mário Ferro (BRA), Roman Pristovakin (RUS) |
| 2016. augusztus 10. 10:00 (15:00) | (25–27, 21–18, 14–16) Jegyzőkönyv |     |                       | Arena Copacabana, Rio de Janeiro Játékvezető: Mário Ferro (BRA), Roman Pristovakin (RUS) |

| 2016. augusztus 10. 18:30 (23:30) | Alfaro – Charles (CRC)     | 0–2 | Agudo – Pazo (VEN) | Arena Copacabana, Rio de Janeiro Játékvezető: Kritsada Panaseri (THA), Daniel Apol (USA) |
| 2016. augusztus 10. 18:30 (23:30) | (16–21, 19–21) Jegyzőkönyv |     |                    | Arena Copacabana, Rio de Janeiro Játékvezető: Kritsada Panaseri (THA), Daniel Apol (USA) |

### Harmadik helyezettek
A legjobb két harmadik helyezett bejutott a nyolcaddöntőbe. Az alábbi táblázat alapján a 3. helyezett a 6. helyezettel, a 4. helyezett pedig az 5. helyezettel játszott egy mérkőzést a nyolcaddöntőbe jutásért.
|       |                            | Mérkőzések | Mérkőzések | Mérkőzések | Mérkőzések | Szettek | Szettek | Szettek | Pontok | Pontok | Pontok |
| Hely. | Csapat                     | M          | Gy         | V          | Pont       | Sz+     | Sz–     | SzA     | P+     | P–     | PA     |
| ----- | -------------------------- | ---------- | ---------- | ---------- | ---------- | ------- | ------- | ------- | ------ | ------ | ------ |
| 1.    | Menegatti – Giombini (ITA) | 3          | 1          | 2          | 4          | 4       | 4       | 1,000   | 138    | 128    | 1,078  |
| 2.    | Forrer – Vergé-Dépré (SUI) | 3          | 1          | 2          | 4          | 4       | 5       | 0,800   | 165    | 171    | 0,965  |
| 3.    | Hermannová – Sluková (CZE) | 3          | 1          | 2          | 4          | 3       | 5       | 0,600   | 132    | 145    | 0,910  |
| 4.    | Borger – Büthe (GER)       | 3          | 1          | 2          | 4          | 2       | 4       | 0,500   | 104    | 117    | 0,889  |
| 5.    | Agudo – Pazo (VEN)         | 3          | 1          | 2          | 4          | 2       | 4       | 0,500   | 93     | 119    | 0,782  |
| 6.    | Birlova – Ukolova (RUS)    | 3          | 1          | 2          | 4          | 2       | 5       | 0,400   | 126    | 141    | 0,894  |

| 2016. augusztus 12. 0:00 | Hermannová – Sluková (CZE)        | 1–2 | Birlova – Ukolova (RUS) | Arena Copacabana, Rio de Janeiro Játékvezető: Mário Ferro (BRA), Lucie Guillemette (CAN) |
| 2016. augusztus 12. 0:00 | (19–21, 21–12, 10–15) Jegyzőkönyv |     |                         | Arena Copacabana, Rio de Janeiro Játékvezető: Mário Ferro (BRA), Lucie Guillemette (CAN) |

| 2016. augusztus 12. 0:00 | Borger – Büthe (GER)      | 2–0 | Agudo – Pazo (VEN) | Arena Copacabana, Rio de Janeiro Játékvezető: Elzir De Oliveira (BRA), Mariko Satomi (JPN) |
| 2016. augusztus 12. 0:00 | (21–13, 21–8) Jegyzőkönyv |     |                    | Arena Copacabana, Rio de Janeiro Játékvezető: Elzir De Oliveira (BRA), Mariko Satomi (JPN) |

## Egyenes kieséses szakasz

### Nyolcaddöntők
| 2016. augusztus 12. 11:00 (16:00) | Wang – Yue (CHN)           | 0–2 | Ágatha – Bárbara (BRA) | Arena Copacabana, Rio de Janeiro Játékvezető: Carlos Rodríguez (PUR), Osvaldo Sumavil (ARG) |
| 2016. augusztus 12. 11:00 (16:00) | (12–21, 16–21) Jegyzőkönyv |     |                        | Arena Copacabana, Rio de Janeiro Játékvezető: Carlos Rodríguez (PUR), Osvaldo Sumavil (ARG) |

| 2016. augusztus 12. 16:00 (21:00) | Larissa – Talita (BRA)     | 2–0 | Borger – Büthe (GER) | Arena Copacabana, Rio de Janeiro Játékvezető: Davide Crescentini (ITA), Lucie Guillemette (CAN) |
| 2016. augusztus 12. 16:00 (21:00) | (21–17, 21–19) Jegyzőkönyv |     |                      | Arena Copacabana, Rio de Janeiro Játékvezető: Davide Crescentini (ITA), Lucie Guillemette (CAN) |

| 2016. augusztus 12. 19:00 (0:00) | Birlova – Ukolova (RUS)    | 2–0 | Elsa – Liliana (ESP) | Arena Copacabana, Rio de Janeiro Játékvezető: Elzir De Oliveira (BRA), Giovanni Bake (RSA) |
| 2016. augusztus 12. 19:00 (0:00) | (23–21, 24–22) Jegyzőkönyv |     |                      | Arena Copacabana, Rio de Janeiro Játékvezető: Elzir De Oliveira (BRA), Giovanni Bake (RSA) |

| 2016. augusztus 13. 0:00 (5:00) | Ross – Walsh Jennings (USA) | 2–0 | Menegatti – Giombini (ITA) | Arena Copacabana, Rio de Janeiro Játékvezető: Mariko Satomi (JPN), Kritsada Panaseri (THA) |
| 2016. augusztus 13. 0:00 (5:00) | (21–10, 21–16) Jegyzőkönyv  |     |                            | Arena Copacabana, Rio de Janeiro Játékvezető: Mariko Satomi (JPN), Kritsada Panaseri (THA) |

| 2016. augusztus 13. 12:00 (17:00) | Bansley – Pavan (CAN)      | 2–0 | Broder – Valjas (CAN) | Arena Copacabana, Rio de Janeiro Játékvezető: Elzir De Oliveira (BRA), Giovanni Bake (RSA) |
| 2016. augusztus 13. 12:00 (17:00) | (21–16, 21–11) Jegyzőkönyv |     |                       | Arena Copacabana, Rio de Janeiro Játékvezető: Elzir De Oliveira (BRA), Giovanni Bake (RSA) |

| 2016. augusztus 13. 15:00 (20:00) | Forrer – Vergé-Dépré (SUI) | 0–2 | Ludwig – Walkenhorst (GER) | Arena Copacabana, Rio de Janeiro Játékvezető: Lucie Guillemette (CAN), Mariko Satomi (JPN) |
| 2016. augusztus 13. 15:00 (20:00) | (19–21, 10–21) Jegyzőkönyv |     |                            | Arena Copacabana, Rio de Janeiro Játékvezető: Lucie Guillemette (CAN), Mariko Satomi (JPN) |

| 2016. augusztus 13. 20:00 (1:00) | Meppelink – van Iersel (NED)      | 1–2 | Heidrich – Zumkehr (SUI) | Arena Copacabana, Rio de Janeiro Játékvezető: Mário Ferro (BRA), Carlos Rodríguez (PUR) |
| 2016. augusztus 13. 20:00 (1:00) | (21–19, 13–21, 10–15) Jegyzőkönyv |     |                          | Arena Copacabana, Rio de Janeiro Játékvezető: Mário Ferro (BRA), Carlos Rodríguez (PUR) |

| 2016. augusztus 13. 23:00 (4:00) | Brzostek – Kołosińska (POL)       | 1–2 | Bawden – Clancy (AUS) | Arena Copacabana, Rio de Janeiro Játékvezető: Osvaldo Sumavil (ARG), Daniel Apol (USA) |
| 2016. augusztus 13. 23:00 (4:00) | (21–15, 16–21, 11–15) Jegyzőkönyv |     |                       | Arena Copacabana, Rio de Janeiro Játékvezető: Osvaldo Sumavil (ARG), Daniel Apol (USA) |

### Negyeddöntők
| 2016. augusztus 14. 16:00 (21:00) | Bansley – Pavan (CAN)      | 0–2 | Ludwig – Walkenhorst (GER) | Arena Copacabana, Rio de Janeiro Játékvezető: Wang Lijun (CHN), Mário Ferro (BRA) |
| 2016. augusztus 14. 16:00 (21:00) | (14–21, 14–21) Jegyzőkönyv |     |                            | Arena Copacabana, Rio de Janeiro Játékvezető: Wang Lijun (CHN), Mário Ferro (BRA) |

| 2016. augusztus 14. 17:00 (22:00) | Larissa – Talita (BRA)            | 2–1 | Heidrich – Zumkehr (SUI) | Arena Copacabana, Rio de Janeiro Játékvezető: Roman Pristovakin (RUS), Mariko Satomi (JPN) |
| 2016. augusztus 14. 17:00 (22:00) | (21–23, 27–25, 15–13) Jegyzőkönyv |     |                          | Arena Copacabana, Rio de Janeiro Játékvezető: Roman Pristovakin (RUS), Mariko Satomi (JPN) |

| 2016. augusztus 14. 23:00 (4:00) | Ágatha – Bárbara (BRA)     | 2–0 | Birlova – Ukolova (RUS) | Arena Copacabana, Rio de Janeiro Játékvezető: Davide Crescentini (ITA), Juan Saavedra (COL) |
| 2016. augusztus 14. 23:00 (4:00) | (23–21, 21–16) Jegyzőkönyv |     |                         | Arena Copacabana, Rio de Janeiro Játékvezető: Davide Crescentini (ITA), Juan Saavedra (COL) |

| 2016. augusztus 14. 23:59 (4:59) | Ross – Walsh Jennings (USA) | 2–0 | Bawden – Clancy (AUS) | Arena Copacabana, Rio de Janeiro Játékvezető: Elzir De Oliveira (BRA), Osvaldo Sumavil (ARG) |
| 2016. augusztus 14. 23:59 (4:59) | (21–14, 21–16) Jegyzőkönyv  |     |                       | Arena Copacabana, Rio de Janeiro Játékvezető: Elzir De Oliveira (BRA), Osvaldo Sumavil (ARG) |

### Elődöntők
| 2016. augusztus 16. 16:00 (21:00) | Larissa – Talita (BRA)     | 0–2 | Ludwig – Walkenhorst (GER) | Arena Copacabana, Rio de Janeiro Játékvezető: Daniel Apol (USA), José Padron (ESP) |
| 2016. augusztus 16. 16:00 (21:00) | (18–21, 12–21) Jegyzőkönyv |     |                            | Arena Copacabana, Rio de Janeiro Játékvezető: Daniel Apol (USA), José Padron (ESP) |

| 2016. augusztus 16. 23:59 (4:59) | Ross – Walsh Jennings (USA) | 0–2 | Ágatha – Bárbara (BRA) | Arena Copacabana, Rio de Janeiro Játékvezető: Juan Saavedra (COL), Wang Lijun (CHN) |
| 2016. augusztus 16. 23:59 (4:59) | (20–22, 18–21) Jegyzőkönyv  |     |                        | Arena Copacabana, Rio de Janeiro Játékvezető: Juan Saavedra (COL), Wang Lijun (CHN) |

### Bronzmérkőzés
| 2016. augusztus 17. 22:00 (3:00) | Larissa – Talita (BRA)           | 1–2 | Ross – Walsh Jennings (USA) | Arena Copacabana, Rio de Janeiro Játékvezető: Charalampos Papadogoulas (GRE), Wang Lijun (CHN) |
| 2016. augusztus 17. 22:00 (3:00) | (21–17, 17–21, 9–15) Jegyzőkönyv |     |                             | Arena Copacabana, Rio de Janeiro Játékvezető: Charalampos Papadogoulas (GRE), Wang Lijun (CHN) |

### Döntő
| 2016. augusztus 17. 23:59 (4:59) | Ludwig – Walkenhorst (GER) | 2–0 | Ágatha – Bárbara (BRA) | Arena Copacabana, Rio de Janeiro Játékvezető: José Padron (ESP), Roman Pristovakin (RUS) |
| 2016. augusztus 17. 23:59 (4:59) | (21–18, 21–14) Jegyzőkönyv |     |                        | Arena Copacabana, Rio de Janeiro Játékvezető: José Padron (ESP), Roman Pristovakin (RUS) |

## Végeredmény
| Helyezés | Csapat                           | Kiemelés |
| -------- | -------------------------------- | -------- |
| Arany    | Ludwig – Walkenhorst (GER)       |          |
| Ezüst    | Ágatha – Bárbara (BRA)           |          |
| Bronz    | Ross – Walsh Jennings (USA)      |          |
| 4.       | Larissa – Talita (BRA)           |          |
| 5.       | Bansley – Pavan (CAN)            | 5        |
| 5.       | Bawden – Clancy (AUS)            | 7        |
| 5.       | Heidrich – Zumkehr (SUI)         | 14       |
| 5.       | Birlova – Ukolova (RUS)          | 24       |
| 9.       | Meppelink – van Iersel (NED)     | 6        |
| 9.       | Borger – Büthe (GER)             | 8        |
| 9.       | Menegatti – Giombini (ITA)       | 9        |
| 9.       | Elsa – Liliana (ESP)             | 10       |
| 9.       | Brzostek – Kołosińska (POL)      | 11       |
| 9.       | Forrer – Vergé-Dépré (SUI)       | 12       |
| 9.       | Broder – Valjas (CAN)            | 13       |
| 9.       | Wang – Yue (CHN)                 | 17       |
| 17.      | Agudo – Pazo (VEN)               | 21       |
| 17.      | Hermannová – Sluková (CZE)       | 23       |
| 19.      | Fendrick – Sweat (USA)           | 15       |
| 19.      | Gallay – Klug (ARG)              | 16       |
| 19.      | Artacho – Laird (AUS)            | 18       |
| 19.      | Elghobashy – Nada (EGY)          | 19       |
| 19.      | van der Vlist – van Gestel (NED) | 20       |
| 19.      | Alfaro – Charles (CRC)           | 22       |